# 先進規劃排程系統
先進規劃排程系統（APS，Advanced Planning & Scheduling System）是一種以系統模擬或數理規劃等方式填寫甘特圖。
一般業界的ERP能整合企業的資料，但欠缺排程的功能，APS則擁有「決策支援」的能力，可以隨異常狀況如缺料、停機、插單、數量調整、工期調整、加班設定等而調整。APS可以讓規劃者快速結合生產相關資訊，例如訂單（Order）、製令（MO，或稱工單）、途程（Route）、半成品（WIP）、存貨（Stock）、物料清單（BOM）等。隨著企業之間的差異性，生產相關資訊亦不盡相同，如製令之下可能還有批量（Lot）。

## 規劃
早期APS系統概念區分為「物料規劃」與「產能規劃」。產能規劃一般比較好解，物料規劃則礙於現場佈置，較難取得一致性的共識。
近期APS系統的運算範圍延伸包括「物料規劃」與「產能規劃」及「製造資源規劃」三大因素, 分別敘述如下

### 物料規劃
1. 初級的物料規劃與產能規劃分開執行, 僅著重於原物料與零組件間進料時程及投入產出的規劃。
2. 相關功能的進階應用為"半成品的供需規劃", 必須將物料規劃與產能規畫連結同步運算, 在同一個排程運算之內, 先進行前段製程的排程運算, 得到產出半成品的時間與數量, 以此為依據分配數量供應後製程工單作為投入料, 若是同一工單產出的半成品數量可供應後方多張工單使用, 則依據後方工單的優先權自動分配數量計算各工單的可開工時間。( 以小時為單位計算供需數量得到可開工時間才具有實際效益 ) 產業對此進階應用的實際案例如下 : 
```
   2-1. 化學品(樹脂/接著劑)前製程大批量完成反應之後, 後製程依據需求分裝不同容量的包裝型態。  
```

```
   2-2. 偏光片前製程集中生產捲裝半成品,後製程依據各訂單需求領取捲裝半成品進行裁切/整理/品檢/包裝等工作。  
```

```
   2-3. 手機前製程分別大批量生產主板(MB)/面板(CG)/外殼(Housing), 後製程依據優先權分配取用各項半成品排入生產計劃。
```

### 產能規劃
產能規劃著重於產業製程特性、生產排程限制以及派工法則，最簡單的派工法則是先進先出（FIFO）。

### 製造資源規劃
生產過程中除了材料與產能之外, 還需要考慮下列各種因素, 
1. 模治具數量
2. 人力(作業員/技術員)
3. 配合生產作業所需的特定儀器設備
4. 可用電力(工業用電合約容量)

### 主要挑戰
1. 製造業的生產運作狀況必需產能與物料及製造資源同時匹配才能實際投產. 任何一項落後都不行。 
```
  先作物料規劃後作產能規劃 : 進行物料規劃時沒有正確的投產時間。 
```

```
  先作產能規劃後作物料規劃 : 進行產能規劃時不知道物料是否足夠。
```

```
  前兩者齊備後如果缺乏模治具或是人力依然無法實際進行生產作業。 
```

2. 生產模式考慮因素不同
```
  實際的工廠運作可能不同製程工序考慮因素不同, 例如電子業的SMT與DIP兩道不同工序就有完全不同的考慮因素. 很少工廠只作單一製程工序。
```

3. 多機平行作業
```
  同樣工作可以有多部機器供選用, 此狀況下如何選擇適當機台成為一大難題。
```

4. Partners（页面存档备份，存于）混線生產
```
  因應小量訂單, 可能會有許多品號混線生產運作。
```

## 理論
- 數理規劃（例如：Linear Programming）

```
 優點：目標明確且可取得最佳解
 缺點：不一定是可行解
```

- 系統模擬（Simulation）

```
 優點：可取得可行解
 缺點：不一定是最佳解，較難達到整體最佳化的目的
```

- 網絡模式

```
 優點：避免衝突、預知瓶頸資源，生產與物料供給同步化
 缺點：較不重視機器設備使用效率的提升
```

- 平行運算同步模擬 : 這是更進階的模擬演算技術, 把產能/材料/模具/儀器設備/人力/電力等影響生產作業的"人機料法"四大因素全部都在極短時間內平行運算模擬找出實際可行解. 隨著實際運作經驗的累積逐步修正參數, 可以不斷循環改善在已知條件下取得相對較佳可行解.

- 不可行的解沒有實用性, 實務上不可能產出絕對最佳可行解, 最好的情況是相對較佳可行解.

## 產品
- OM Partners（页面存档备份，存于）  APS
- 力太科技 APS
- MF2000 APS
- Asprova APS
- i2 APS
- 神燈先進規劃排程專家系統 APS
- 鼎新 APS先進規劃與排程 APS
- 湧佳 NC總管 生產計劃管制系統 APS
- 偉鐸 MoldPlan 生產管理生產排程 MES+APS
- 博科資訊 先進規劃排程系統 APS

## 外部連結
- IT toolbox Peer reviewed industry and academic literature with topics including constraint-based planning, simulation, optimisation and machine set-up（英语：Changeover） and sequencing.
- Production Scheduling Portal Information about scheduling: online resources, books, software and a scheduling community forum.
- Production Planning Portal（页面存档备份，存于） A web-based resource for the latest production planning news, articles and information.
- Planning Engineers Organisation Global professional association serving planners and schedulers.
- The Taylor Group（页面存档备份，存于） The Taylor Group has been implementing advanced planning and production scheduling solutions with manufacturers around the world since 1989.